# Patrick Mahomes
(en) Statistiques sur pro-football-reference
Patrick Lavon Mahomes II,, né le 17 septembre 1995 à Tyler, au Texas, est un sportif professionnel américain de football américain jouant au poste de quarterback au sein de la National Football League (NFL) depuis la saison 2017.
Après plusieurs saisons universitaires jouées pour les Red Raiders de Texas Tech au sein de la NCAA Division I FBS, il est sélectionné en 10e choix global lors du premier tour de la draft 2017 de la NFL par la franchise des Chiefs de Kansas City.
Avec les Chiefs, il remporte les Super Bowls LIV, LVII et LVIII au terme des saisons 2019, 2022 et 2023, tout en étant désigné MVP de ces trois matchs. Il remporte également le prix du MVP des saisons régulières 2018 et 2022.

## Biographie

### Jeunesse
Patrick Mahomes est le fils de Randi Mahomes et de Pat Mahomes, ancien joueur professionnel de baseball,.
Il étudie  au lycée Whitehouse High School (en) de Whitehouse dans le Texas. Il y pratique le football américain, le baseball et le basketball.
En football américain, il occupe le poste de quarterback et lors de son année senior, il gagne un 4 619 yards à la passe et inscrit 50 touchdowns, ainsi que 948 yards et 15 touchdowns à la course. Au baseball, la même année, en tant que lanceur, il réussit un match sans concéder de coups sûrs tout en éliminant 16 joueurs sur prises.
Il est désigné athlète masculin de l'année 2013-14 par le site spécialisé Maxpreps (en).
Mahomes est considéré comme une possible recrue 3 étoiles par le site Rivals.com et classé 12e meilleur QB double option (dual-threat (en)) de sa classe et il s'engage avec l'université Texas Tech. Mahomes est également considéré comme une éventuelle bonne recrue pour la draft 2014 de la ligue de baseball mais vu son engagement préalable avec Texas Tech,,, il n'est sélectionné par les Tigers de Détroit que lors du 37e tour et n'y signe pas,.

### Carrière universitaire

#### 2014

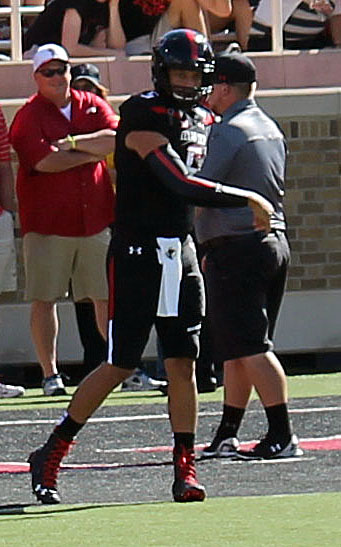
Patrick Mahomes sous le maillot de Texas Tech en 2014.

Mahomes commence son année freshman comme doublure de Davis Webb (en),. Il effectue ses premières actions en NCAA contre les Cowboys d'Oklahoma State lorsque Webb se blesse. Il complète deux de ses cinq passes pour un gain de 20 yards, inscrivant un touchdown et concédant une interception.
Après une nouvelle blessure de Webb, Mahomes commence son premier match comme titulaire contre les Longhorns du Texas. Il réussit 13 passes sur 21 pour un gain de 109 yards.
Il reste titulaire pour les trois derniers matchs de la saison. Contre les Bears de Baylor, il lance pour 598 yards inscrivant 6 touchdowns pour une interception, ce qui constitue un record pour un joueur freshman en conférence Big 12,. Sur sa saison, il lance pour 1 547 yards et inscrit 16 touchdowns pour quatre interceptions.
Il pratique également le baseball avec l'équipe de son université comme lanceur réserviste.

#### 2015
Mahomes commence son année sophomore au Texas Tech en tant que titulaire du poste de quarterback. Lors du premier match de la saison 2015, Mahomes passe pour un gain de 425 yards et quatre touchdowns dans une victoire de 59-45 contre les Bearkats de Sam Houston State. Il fait ensuite un match de 361 yards contre les Miners de l'UTEP, avec quatre touchdowns par la passe et deux autres à la course lors de la victoire 69-20 des Red Raiders. Contre les Horned Frogs de TCU, Mahomes fait des passes pour 392 yards et deux touchdowns dans la défaite 55-52.
Au total, pour la saison 2015, il termine avec 4 653 yards, 36 touchdowns et 15 interceptions.

#### 2016
Avant le début de la saison 2016, son année junior, Mahomes annonce qu'il quitte l'équipe de baseball pour se consacrer au football américain pendant toute la saison morte.
Le 22 octobre, Mahomes établit de multiples records de la NCAA, de la conférence Big 12 et des Red Raiders lors d'une défaite de 66-59 contre les Sooners de l'Oklahoma, à domicile. Il bat les records de la NCAA FBS pour le nombre total de yards offensives en un seul match avec 819. Il égale le record de la NCAA pour le nombre de yards de passe en un seul match avec 734. Il est à une passe du record du plus grand nombre de tentatives avec 88. Dans l'ensemble, le match établit des records de la NCAA pour le plus grand nombre de yards combinées de l'attaque totale avec 1 708 yards de passe combinées, et l'attaque totale par deux joueurs (l'autre étant le quarterback des Sooners, Baker Mayfield). Les 125 points combinés sont les deuxièmes plus importants de tous les temps pour les équipes classées.
Mahomes termine la saison en tête du pays en termes de yards par match (421), de yards de passe (5 052), de total de l'attaque (5 312), de points responsables (318) et de total des touchdowns (53). Pour sa performance, il reçoit le trophée Sammy Baugh, remis chaque année au meilleur passeur universitaire du pays, rejoignant ainsi l'entraîneur en chef Kliff Kingsbury, Graham Harrell et B. J. Symons (en) comme Red Raider à avoir remporté le prix. Il est également nommé Academic All-American 2nd Team par les College Sports Information Directors of America.
Le 3 janvier 2017, Mahomes annonce qu'il renonce à sa dernière année d'admissibilité à l'université et qu'il s'inscrit à la draft 2017 de la NFL.

### Carrière professionnelle
Au sortir de l'université de Texas Tech, la majorité des analystes et scouts prévoient que Mahomes sera choisi au premier ou au second tour de draft. Lors de l'épreuve des lancers de ballon, ceux envoyés par Mahomes sont mesurés à 60 milles par heure (97 km/h) égalant Logan Thomas (en) et Bryan Bennett (en), détenteurs des records de vitesse de passe enregistrés lors des Combine de la NFL. Mahomes est classé 2e meilleur quarterback par Sports Illustrated (SI.com), 3e par ESPN et 4e par NFLDraftScout.com.
Après ses prestations impressionnantes lors du Combine, des représentants de 28 équipes de la NFL assistent au Pro Day à Texas Tech pour y revoir Mahomes. Il devient l'un des prospects les plus émergeant avant la draft. Il effectue dix-huit entretiens et séances d'entrainement privés avec des équipes NFL, un record pour les prospects de 2017. On peut citer ceux réalisés avec les Cardinals de l'Arizona (et son entraîneur principal Bruce Arians), avec les Saints de La Nouvelle-Orléans (et son entraîneur principal Sean Payton), avec les Bengals de Cincinnati (et l'entraîneur des quarterbacks Bill Lazor (en)) mais aussi ceux avec les Chargers de Los Angeles, les Browns de Cleveland, les Bears de Chicago et les Steelers de Pittsburgh.
| Taille              | Poids           | Bras           | Main          | Sprint   | Sprint   | Sprint   | Shuttle 20 yards | 3 cones drill | Détente       | Détente            | Développé couché | Test Wonderlic |
| Taille              | Poids           | Bras           | Main          | 40 yards | 10 yards | 20 yards | Shuttle 20 yards | 3 cones drill | verticale     | horizontale        | Développé couché | Test Wonderlic |
| 1,88 m (6 ft 2⅛ in) | 102 kg (225 lb) | 84 cm (33¼ in) | 23 cm (9¼ in) | 4,80 s   | -        | -        | 4,08 s           | 6,88 s        | 76 cm (30 in) | 2,90 m (9 ft 6 in) | 24               | -              |

#### Draft

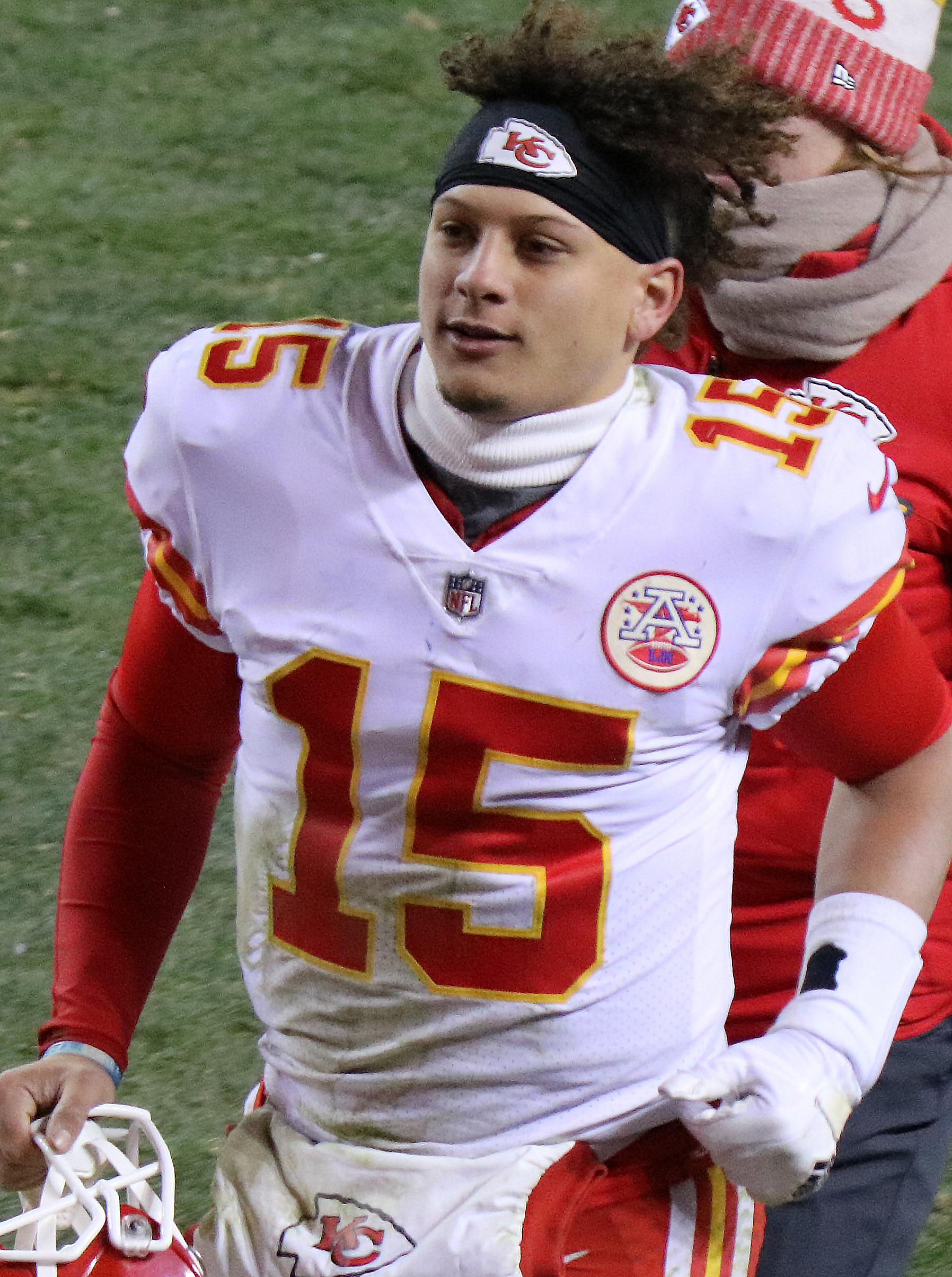
Mahomes avec les Chiefs en 2017.

Ce sont les Chiefs de Kansas City qui sélectionnent Mahomes en 10e choix global lors du premier tour de la draft 2017 de la NFL,.
Les Bills de Buffalo avaient échangé leur 10e choix du premier tour avec les Chiefs contre les choix de premier et de 3e tour de la draft 2017 et le choix de 1er tour de la draft 2018.
Il est le 2e quarterback sélectionné dans cette draft après Mitchell Trubisky et est le 1er quarterback choisi lors d'un 1er tour de draft par les Chiefs depuis Todd Blackledge (en) lequel avait été sélectionné en 7e choix global lors de la draft 1983.

#### 2017
Le 20 juillet 2017, Mahomes signe avec les Chiefs un contrat garanti de quatre ans pour 16,42 millions de $ incluant une prime à la signature de 10,08 millions de $.
Les Chiefs déclarent le 27 décembre 2017, qu'ils vont titulariser Mahomes pour le match en 17e semaine de la saison régulière contre les Broncos de Denver. L'équipe est en effet assurée de jouer les playoffs et y figurera en 4e position. Cela permet également de reposer le titulaire Alex Smith. Les Chiefs remportent ce match 27 à 24. Mahomes complète 22 passes sur les 35 tentées, gagnant 284 yards pour une interception,.

#### 2018

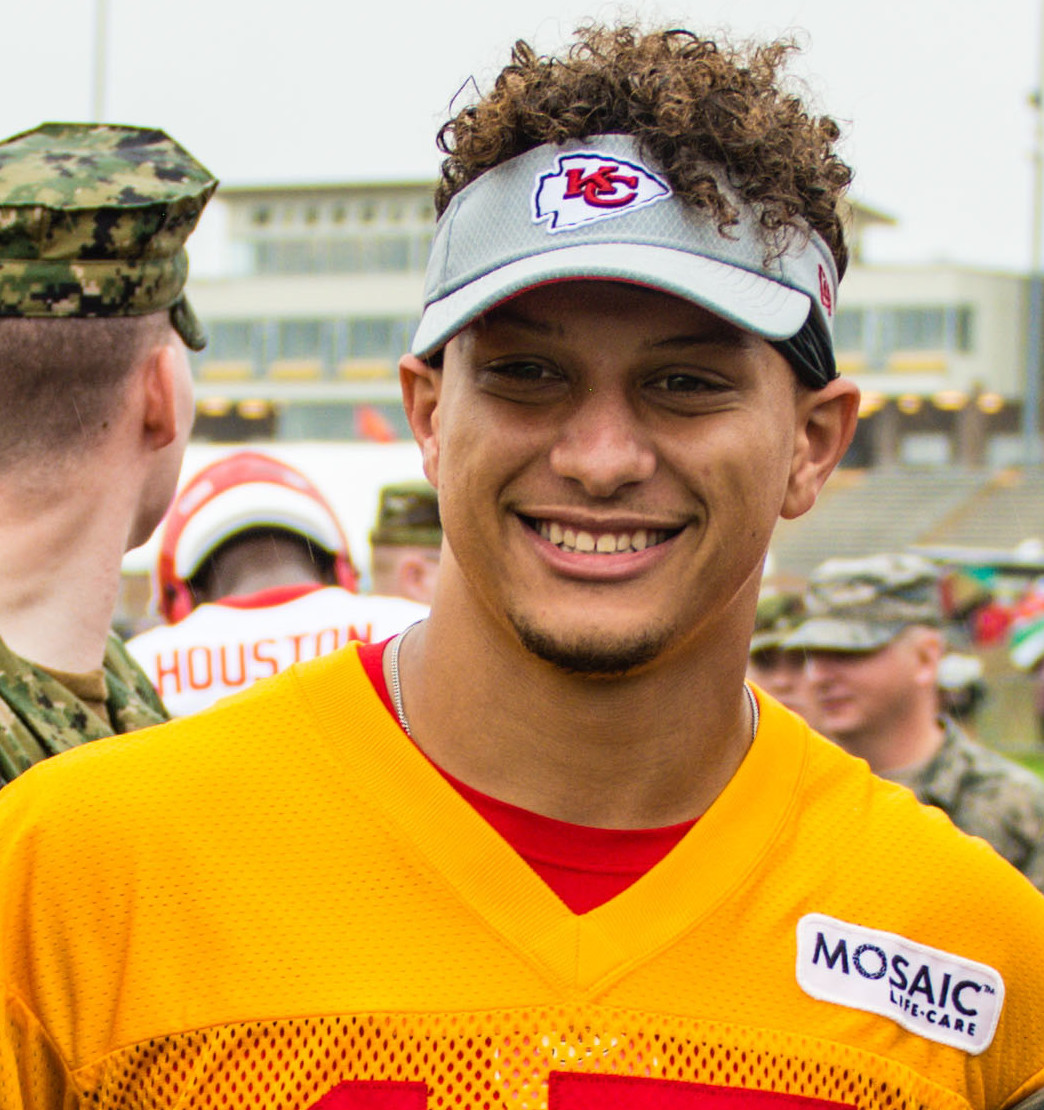
Mahomes en 2018.

Le 8 janvier 2018, les Chiefs annoncent qu'ils ont accepté de transférer Alex Smith faisant de Mahomes leur quarterback titulaire pour la saison 2018.
Lors de son premier match comme titulaire, Mahomes bat les rivaux de division, les Chargers de Los Angeles, 38 à 28. Il gagne à la passe 256 yards et inscrit quatre touchdowns sans interception, obtenant une évaluation de quarterback de 127,5. Il est élu meilleur joueur offensif AFC de la semaine. Il inscrit le premier touchdown (58 yards) de sa carrière à l’aide d'une passe vers son wide receiver Tyreek Hill pendant le premier quart-temps contre les Chargers.
La semaine suivante contre les Steelers de Pittsburgh, il lance pour 326 yards inscrivant 6 touchdowns sans interception en obtenant une évaluation de 154,8. En inscrivant son 5e touchdown du match, il bat le record NFL du nombre de TD inscrits par un quarterback lors de ses trois premiers matchs de carrière NFL. En inscrivant son 6e TD du match, il bat un autre record NFL, celui du nombre inscrit par un QB sur les deux premiers matchs d’une saison. Pour cette performance, il remporte à nouveau le titre de meilleur joueur AFC de la semaine devenant le premier depuis Tom Brady en 2011 à gagner ce titre lors des deux premières semaines de la saison. Mahomes est logiquement désigné meilleur joueur offensif AFC du mois de septembre.
En 4e semaine contre les Broncos de Denver lors du Monday Night Football (victoire 27-23), il gagne 304 yards inscrivant un touchdown à la passe et un second à la course. Contre les Patriots de la Nouvelle-Angleterre, une défaite 43 à 40 lors du Sunday Night Football de la sixième semaine, il passe pour 352 yards et inscrit quatre touchdowns pour deux interceptions. Les Chiefs retrouvent la victoire la semaine suivante, contre les Bengals de Cincinnati (45 à 10), Mahomes gagnant 358 yards à la passe, inscrivant quatre touchdowns pour une interception. Contre les Broncos, en semaine 8, une victoire 30 à 23, il inscrit, pour son 3e match consécutif, quatre touchdowns, gagnant 303 yards malgré une interception. En 11e semaine, lors d'une défaite 54 à 51 contre les Rams de Los Angeles, lors du Monday Night Football il lance pour 478 yards inscrivant six touchdowns pour trois interceptions. Après un TD de 89 yards consécutif à une passe vers son wide receiver Demarcus Robinson (en) en 17e semaine contre les Raiders d'Oakland, Mahomes devient le deuxième quarterback de l'histoire de la NFL (avec Peyton Manning) à lancer pour 5 000 yards et 50 touchdowns sur une saison,.
Il s'inscrit en plus comme un des sept quarterbacks de l'histoire de la NFL à avoir gagné 5 000 yards sur une saison. Il est sélectionné pour son premier Pro Bowl et est également sélectionné dans l'équipe type All-Pro.
Les Chiefs terminent la saison avec un bilan de 12-4 et remportent pour la troisième saison consécutive le titre de la Division AFC Ouest. Le 12 janvier 2019, les Chiefs battent les Colts d'Indianapolis 31 à 13, remportant leur premier match en séries éliminatoires depuis la saison 1993. Pour son premier match de playoff, Mahomes lance pour 278 yards, ne se fait pas intercepter et inscrit un touchdown à la course. Cette victoire permet aux Chiefs d'accéder à la finale de Conférence AFC pour la première fois depuis 1993. Ils accueillent à domicile les Patriots de la Nouvelle-Angleterre au Arrowhead Stadium. Mahomes gagne 295 yards tout en inscrivant trois touchdowns à la passe mais les Chiefs perdent en prolongation sur le score de 31 à 37.

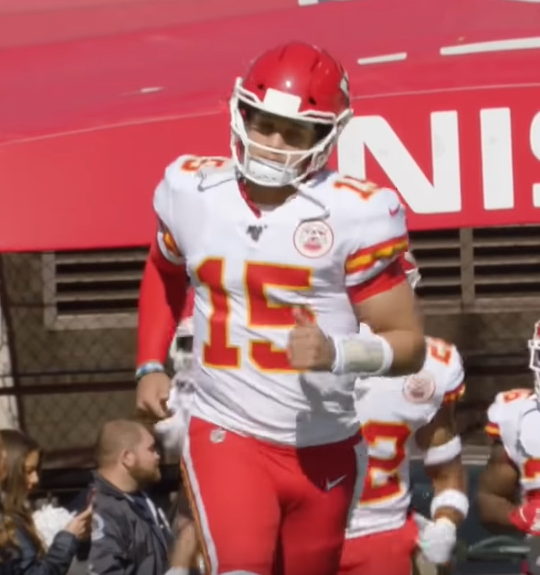
Mahomes lors du match contre les Titans le 13 novembre 2019.

#### 2019: victoire au Super Bowl LIV
Dans le premier match de la saison régulière contre les Jaguars de Jacksonville, Mahomes lance pour un gain global de 378 yards inscrivant trois touchdowns malgré le fait que son receveur vedette Tyreek Hill se soit blessé dans le premier quart temps et que lui-même se soit foulé la cheville dans le deuxième. La semaine suivante contre les Raiders d'Oakland, Mahomes lance pour 278 yards et quatre touchdowns dans le seul deuxième quart temps, soit, depuis 2008, le plus grand nombre de yards gagnés en NFL à la passe en un quart temps. Il termine le match avec un gain total de 443 yards, à l'époque, le plus haut total de sa carrière. Il est désigné meilleur joueur offensif AFC de la semaine. Après avoir inscrit dix touchowns sans interception, sa franchise affichant un bilan provisoire de 4 victoires sans défaites, il est désigné pour la deuxième saison consécutive, meilleur joueur offensif AFC du mois de septembre. Il se blesse (luxation de la rotule) lors du match de la 7e semaine joué contre les Broncos de Denver. Le lendemain, une IRM ne révèle aucune lésion structurelle significative du genou mais une absence d'au moins trois semaines semble inévitable. 

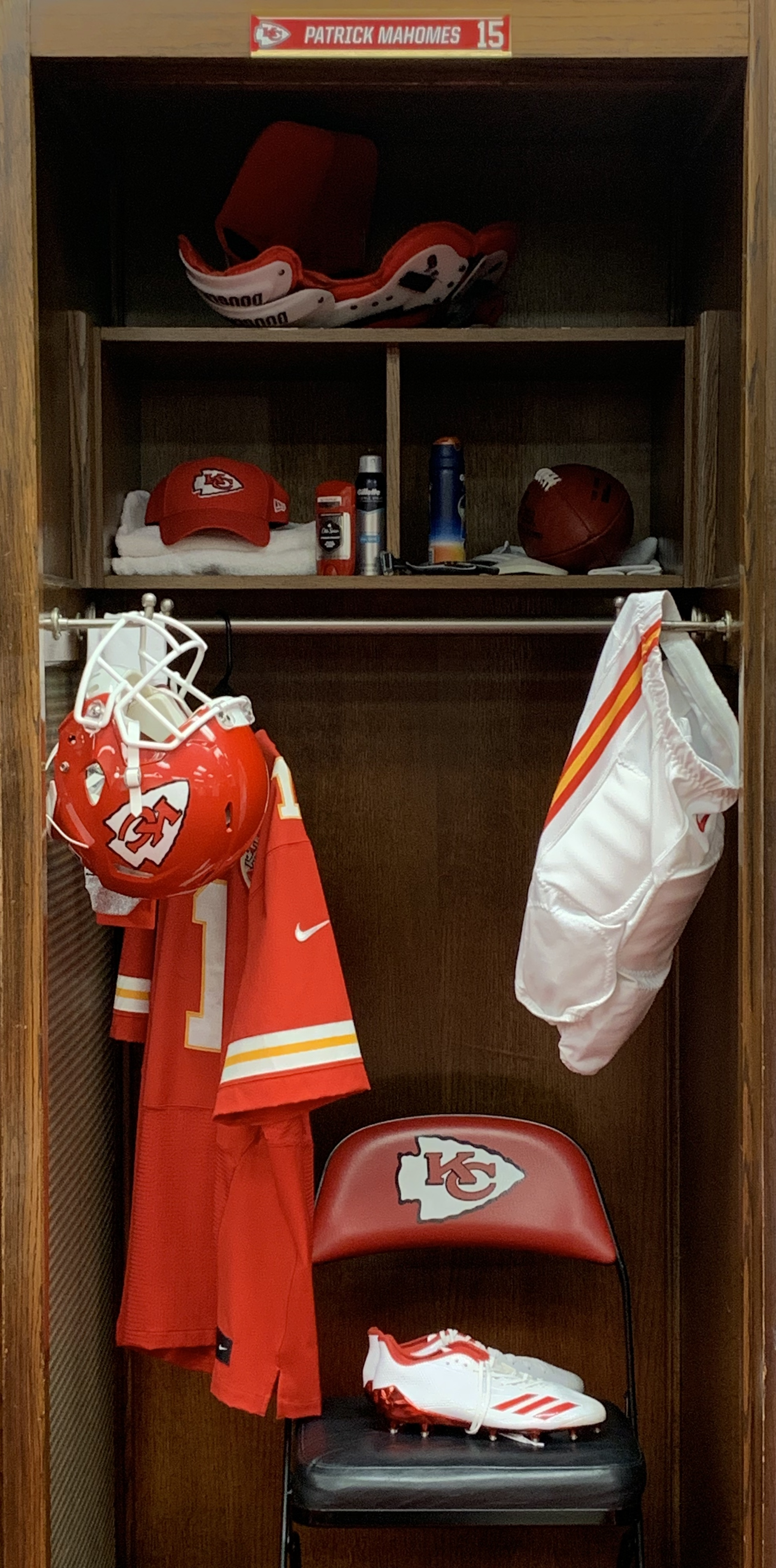
Le vestiaire de Mahomes chez les Chiefs en 2019.

Il revient néanmoins en 10e semaine pour le match contre les Titans du Tennessee et établit un nouveau record en carrière puisqu'il gagne à la passe pour un total de 446 yards en inscrivant trois touchdowns. Malgré cette performance, les Chiefs perdent le match 25 à 35. En 12e semaine, contre les Chargers de Los Angeles, il gagne 59 yards à la course (meilleur total en carrière) mais ne gagne que 182 yards par la passe (son total le plus faible en carrière NFL par la passe). À l'issue du match de la 16e semaine contre les Bears de Chicago joué à l'occasion du Sunday Night Football, il célèbre la victoire en comptant sur ses doigts jusqu'à dix, faisant ainsi allusion au fait qu'il était le 10e choix global de la draft 2017 et rappelant surtout aux Bears qu'ils auraient pu le sélectionner en second choix global en lieu et place du QB Mitchell Trubisky.
Il termine la saison avec 4 031 yards et 26 touchdowns pour seulement cinq interceptions. Les Chiefs affichent un deuxième bilan consécutif en saison régulière de 12 victoires pour 4 défaites. Ils remportent leur quatrième titre de division consécutif et sont exemptés du tour de wild card.
Lors du second tour des séries éliminatoires (finales de division) joué contre les Texans de Houston, les Chiefs sont menés de 24 points en début du deuxième quart temps (24 à 0). Ils effectuent une remontée extraordinaire inscrivant 41 points contre aucun pour l'adversaire et s'imposent finalement 51 à 31. Mahomes gagne 321 yards et inscrit cinq touchdowns par la passe ainsi que 53 yards à la course. Il qualifie les Chiefs pour leur 2e finale de conférence AFC consécutive.
Lors de ce match, Mahomes inscrit trois touchdowns par la passe et un autre à la suite d'une course de 27 yards. Cette course est la deuxième plus longue de sa carrière NFL et est également sa plus longue des séries éliminatoires. Les Chiefs battent les Titans et se qualifient pour leur premier Super Bowl depuis celui de 1970 (Super Bowl IV).
Le 2 février 2020, au Hard Rock Stadium de Miami, Mahomes et les Chiefs remportent le second Super Bowl de l'histoire de la franchise en battant les 49ers de San Francisco sur le score de 31 à 20. Pour sa performance à l'occasion de ce match, il est désigné MVP du Super Bowl LIV.

#### 2020: défaite au Super Bowl LV
Le 30 avril 2020, les Chiefs de Kansas City activent l'option de cinquième année du contrat de Mahomes.
Le 6 juillet 2020, il signe une prolongation de contrat de 10 ans pour un montant de 477,3 millions de $ (140 millions de $ garantis) auxquels pourront s'ajouter 26 millions en bonus potentiels soit un montant total possible de 503 millions ce qui en fait le plus gros contrat de l'histoire du sport professionnel américain. Cette extension de contrat lie Mahomes avec les Chiefs jusqu'en fin de saison 2031. Son contrat dépasse celui de Mike Trout, joueur de baseball des Angels de Los Angeles, lequel était d'une durée de 12 ans pour un montant de 426,5 millions de $. Mahomes devient également le premier sportif professionnel à obtenir un contrat d'un demi-milliard de dollars.
Lors de la victoire des Chiefs contre les Chargers de Los Angeles en 2e semaine, Mahomes réussit sa quatrième remontée dans le quatrième quart temps. Les Chiefs sont menés 9-17 au début de la période avant de gagner en prolongation 23-20. C'est la sixième fois qu'il surmonte un déficit de plus de 10 points pour gagner, ce qui constitue un record de la NFL. Lors d'une victoire en 3e semaine contre les Ravens de Baltimore, il lance pour un gain de 385 yards par la passe et inscrit quatre touchdowns dont un par la course. Lors de ce match, il devient le quarterback le plus rapide à dépasser les 10 000 yards en carrière. Il lui a fallu 34 matchs pour éclipser la marque de Kurt Warner. Il est nommé meilleur joueur offensif  AFC de la 3e semaine. En 8e semaine, il lance pour  un gain de 416 yards et inscrit cinq touchdowns (victoire de 35-9 contre les Jets de New York). Mahomes est de nouveau désigné meilleur joueur offensif de la semaine dans l'AFC. Lors de la victoire de la 9e semaine contre les Panthers de la Caroline, il gagne 372 yards et inscrit quatre touchdowns par la passe. En 12e semaine contre les Buccaneers de Tampa Bay, Mahomes conduit les Chiefs à la victoire (27-24) en gagnant 462 yards et inscrivant trois touchdowns par la passe. Mahomes est désigné meilleur joueur offensif AFC du mois de novembre. En 2020, Sports Illustrated le désigne parmi les sportifs de l'année pour son militantisme à la suite du meurtre de George Floyd et pour son encouragement à voter à l'élection présidentielle de 2020. En 14e semaine contre les Dolphins de Miami, il égale son record de carrière avec trois interceptions. Mahomes est mis au repos lors de la 17e semaine 17, les Chiefs aient acquis l'avantage du terrain pour la phase éliminatoire. Mahomes termine la saison régulière 2020 avec 4 740 yards par la passe et 38 touchdowns pour six interceptions.
Lors de la finale de division contre les Browns de Cleveland, Mahomes quitte le match au troisième quart temps à la suite d'un plaquage par le linebacker Mack Wilson (en) des Browns. Il est diagnostiqué avec une commotion cérébrale. Conformément aux règles de la NFL, il n'a pas pu reprendre le match. Les Chiefs remportent le match 22-17, ce qui leur permet d'accueillir une finale de conférence pour la troisième année consécutive, égalant le record NFL établi lors du mandat d'Andy Reid avec les Eagles.
Plus tard dans la semaine, il annonce en conférence de presse qu'il a passé le protocole de commotion cérébrale tout en déclarant : « Tout s'est bien passé. J'ai tout passé en revue ; trois ou quatre médecins différents ont dit que tout était bon ».
Lors de la finale de conférence AFC gagnée 38-24 contre les Bills de Buffalo, Mahomes gagne 325 yards et inscrit trois touchdowns par la passe, permettant aux Chiefs d'accéder à leur deuxième Super Bowl consécutif. Mahomes devient le plus jeune quarterback à commencer trois finales de conférence AFC consécutives. Lors du Super Bowl LV joué contre les Buccaneers de Tampa Bay, Mahomes gagne 270 yards par la passe malgré deux interceptions. Les Chiefs perdent le match 9-31. C'est sa première défaite NFL à deux chiffres (31) et la première fois depuis que son attaque ne marque pas de touchdown avec lui au poste de quarterback.
Trois jours après le Super Bowl, Mahomes est opéré à l'orteil, conséquence d'une blessure encourue lors du match de division contre les Browns.

#### 2021

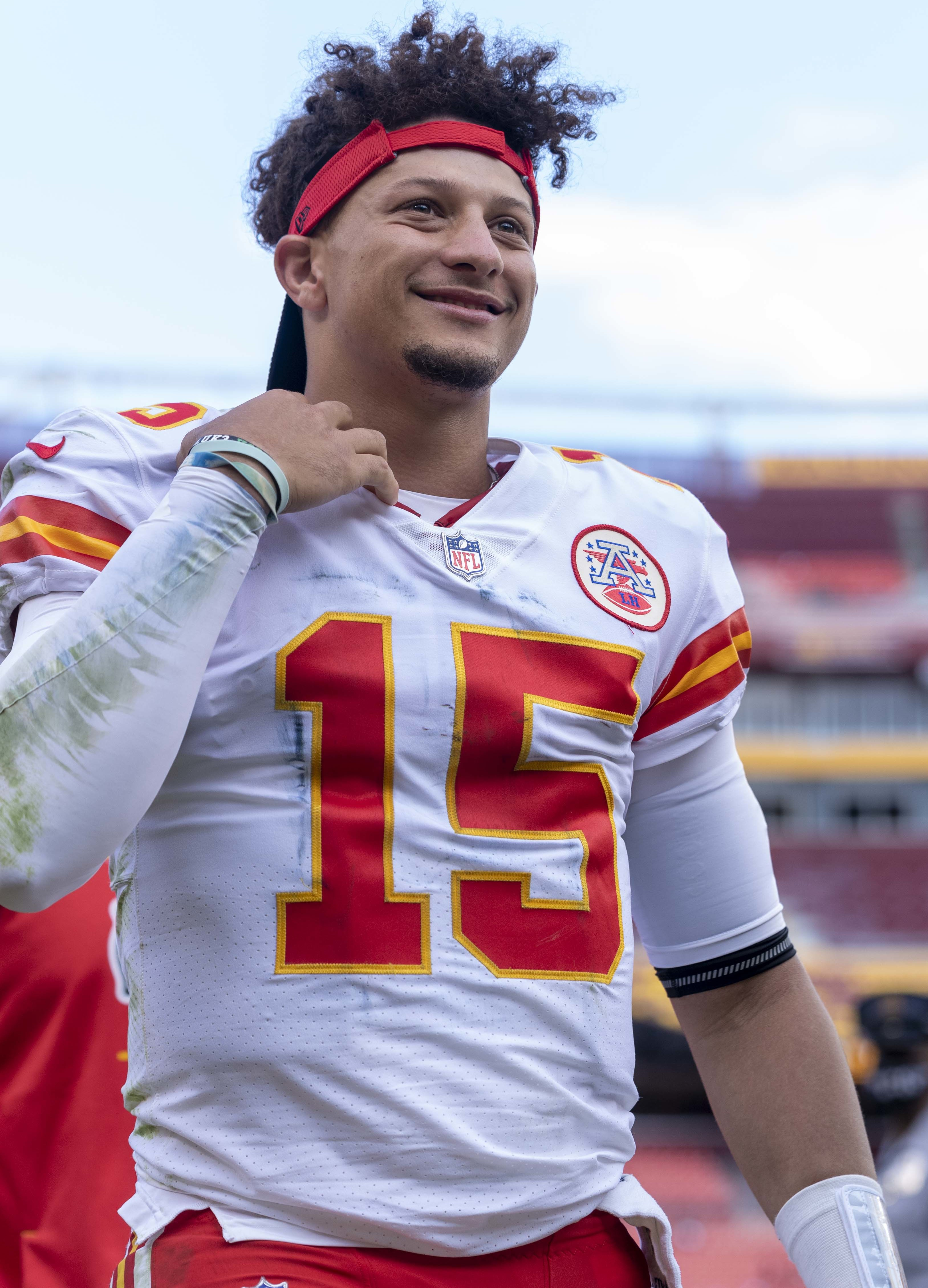
Mahomes en 2021.

Le 12 mars 2021, Mahomes  restructure son contrat pour permettre aux Chiefs d'économiser 17 millions de dollars dans le plafond salarial.
En 1re semaine lors de la victoire 33 à 29 contre les Browns, Mahomes gagne 337 yards à la passe et inscrit trois touchdowns à la passe et un à la course, ce qui lui vaut le titre de meilleur joueur offensif de la 1re semaine en AFC. En 10e semaine lors de la victoire 41 à 14 contre les Raiders de Las Vegas, il gagne 406 yards et inscrit cinq touchdowns à la passe. Il égale le record de trois matchs à au moins 400 yards avec cinq touchdowns détenu par les quarterbacks Hall of Famer Joe Montana, Dan Marino et Peyton Manning. En 15e semaine lors de la victoire contre les Chargers de Los Angeles, il gagne 410 yards et inscrit trois touchdowns à la passe dont un de 34 yards en prolongation (réception de Travis Kelce). C'était son 7e match à plus de 400 yards de sa carrière. Il termine la saison avec 4 839 yards, 37 touchdowns, 13 interceptions (maximum en carrière) et une évaluation quarterback de 98,5 (plus basse moyenne de sa carrière pour une saison complète). Les Chiefs terminent la saison régulière avec 12 victoires contre cinq défaites et remportent leur sixième titre de la division AFC West consécutif.
En phase finale, Mahomes (pour son premier match de wild card en carrière) et les Chiefs battent 42-21 à domicile les Steelers. Il gagne 404 yards (record de sa franchise du plus grand nombre de yards gagnés à la passe en phase finale de la NFL) et inscrit cinq touchdowns à la passe pour une interception. Lors du tour de division, Mahomes gagne 378 yards et inscrit trois touchdowns à la passe ainsi que 69 yards et un touchdown supplémentaire à la course donnant la victoire 42 à 36 en prolongation contre les Bills de Buffalo. Lors des dernières secondes du temps réglementaire, son entraîneur principal Andy Reid va motiver Mahomes en lui demandant d'être  « The Grim Reaper » (la grande faucheuse). Avec succès puisque, si on prend en compte les deux dernières minutes de jeu réglementaire et la prolongation, Mahomes gagnera 177 yards à la passe. Le match a été immédiatement considéré comme l'un des plus grands matchs de phase finale de tous les temps,. En finale de conférence AFC contre les Bengals de Cincinnati, il gagne 275 yards et inscrit trois touchdowns à la passe mais se fait également intercepter à deux reprises dont une en prolongation ce qui entraîne la défaite 24 à 27 et l'élimination des Chiefs de la course au Super Bowl. Fin de saison, il est classé 18e du Top 100 des joueurs de la saison 2022 de la NFL par ses pairs
.

#### 2023 - victoire au Super Bowl LVIII
Le 18 septembre 2023, les Chiefs et Mahomes conviennent de restructurer son contrat, lui donnant 210,6 millions de dollars entre 2023 et 2026, la plus grosse somme d'argent investie de l'histoire de la NFL sur une période de quatre saisons. Au cours de la 4e semaine contre les Jets, Mahomes réussit son 200e touchdown en carrière, devenant ainsi le joueur le plus rapide de l'histoire de la NFL à atteindre ce bilan en seulement  84e titularisation. Ses 51 yards au sol dans le match lui ont également permis de battre le record de franchise d'Alex Smith pour le plus grand nombre de yards au sol en carrière par un quarterback. Après avoir battu les Vikings lors de la 5e semaine, Mahomes devient le plus jeune quarterback de l'histoire de la NFL à vaincre les 31 autres équipes. Au cours de la 12e semaine, Mahomes réussit 27 de ses 34 passes tentées pour un gain cumulé de 298 yards et deux touchdowns, remontant un déficit de 14 points donnant victoire de 31 à 17 sur les Raiders ce qui lui permet de remporter le titre de meilleur joueur offensif de la semaine en AFC.
Malgré ces performances, Mahomes connait, à ce stade, sa pire saison au niveau des statistiques dans plusieurs catégories et notamment au niveau du nombre de yards moyens gagnés par tentative de passe (7,0), du nombre de yards gagnés par la passe par match (261,4), uu nombre de passes interceptées (14) et de l'évaluation du QB (92,6). Ses receveurs ont connu des difficultés à plusieurs moments tout au long de la saison et, au début de la 18e semaine, l'attaque des Chiefs mènent la ligue au niveau des passes incomplètes. Bien que ses receveurs soient en tête de la ligue en termes de ballons relâchés (drops), Mahomes atteint un sommet en carrière en termes de pourcentage de passes réussies (67,2 %). Mahomes est ensuite condamné à une amende de 50 000 $ pour avoir critiqué publiquement les arbitres du match perdu 17 à 20 contre les Bills après qu'un touchdown du wide receiver Kadarius Toney ait été annulé à la suite d'une position de hors-jeu de ce même joueur, Mahomes ayant déclaré, après avoir salué le quarterback adverse Josh Allen, « Putain de m.. Le putain de pire appel que j'ai jamais vu. » (Fucking terrible. Fucking worst call I've ever fucking seen.). Malgré les difficultés, les Chiefs sont une nouvelle fois champions de leur division, ce qui a permis à Mahomes et plusieurs autres titulaire de se reposer lors du dernier match de la saison.
Après avoir battu les Dolphins et les Bills respectivement en tours de Wild card et de Division de la série éliminatoire, Mahomes permet aux Chiefs de remporter leur sixième finale de conférence AFC consécutive (2e série la plus longue de la NFL). Contre les Bills, Mahomes et le tight end battent le record en série éliminatoire du plus grand nombre de touchdowns en carrière pour un duo quarterback/receveur. Pour la finale de conférence AFC, Mahomes et les Chiefs gagnent en déplacement contre la tête de série de la conférence, les Ravens et se qualifient pour le Super Bowl LVIII. Il s'agit de la quatrième apparition de Mahomes au Super Bowl en cinq saisons. Cette victoire contre les Ravens est la 14e victoire en carrière de Mahomes en série éliminatoire, ce qui le classe 3e quarterback de la NFL à égalité avec Terry Bradshaw, John Elway et Peyton Manning. Mahomes devient ensuite le troisième joueur à remporter un troisième titre de MVP du Super Bowl (derrière les cinq titres de Tom Brady et à égalité avec Joe Montana) après la victoire 35 à 22 face aux 49ers de San Francisco lors du Super Bowl LVIII. Lors de ce match, il gagne 333 yards et inscrit deux touchdowns, dont le touchdown gagnant en prolongation où il trouve dans la end-zone son receveur Mecole Hardman.

#### 2024
Le 12 mars 2024, Patrick Mahomes accepte une restructuration de son contrat afin de libérer un espace salarial pour sa franchise.

## Statistiques

### NCAA
| Année          | Équipe         | Statut         | MJ |         | Passes   | Passes | Passes | Passes | Passes | Passes | Passes  |       | Courses | Courses | Courses | Courses |
| Année          | Équipe         | Statut         | MJ | Tentées | Réussies | Pct.   | Yards  | TD     | Int.   | Éval.  | Tentées | Yards | Moy.    | TD      |         |         |
| 2014           | Texas Tech     | FR             | 07 | 185     | 105      | 56,8   | 1 547  | 16     | 04     | 151,2  | 046     | 104   | 2,3     | 0       |         |         |
| 2015           | Texas Tech     | SO             | 13 | 573     | 364      | 63,5   | 4 653  | 36     | 15     | 147,2  | 131     | 459   | 3,5     | 10      |         |         |
| 2016           | Texas Tech     | JR             | 12 | 591     | 388      | 65,7   | 5 052  | 41     | 10     | 157,0  | 131     | 285   | 2,2     | 12      |         |         |
| Totaux en NCAA | Totaux en NCAA | Totaux en NCAA | 32 | 1 349   | 857      | 63,5   | 11 252 | 93     | 29     | 152    | 308     | 845   | 2,7     | 22      |         |         |

### NFL
|      | AP NFL MVP                    |
|      | MVP du Super Bowl             |
|      | Vainqueur du Super Bowl       |
|      | Record NFL                    |
|      | Mène la statistique de la NFL |
| Gras | Record de carrière            |

### Saison régulière
| Année              | Équipe                | MJ  |         | Passes   | Passes | Passes | Passes | Passes | Passes | Passes  |       | Courses | Courses | Courses | Courses |     | Sacks  | Sacks |  | Fumbles | Fumbles |
| Année              | Équipe                | MJ  | Tentées | Réussies | Pct.   | Yards  | TD     | Int.   | Éval.  | Tentées | Yards | Moy.    | TD      | Nb.     | Yards   | Nb. | Perdus |       |  |         |         |
| 2017               | Chiefs de Kansas City | 01  | 035     | 022      | 62,9   | 0 284  | 0      | 01     | 076,4  | 07      | 010   | 1,4     | 0       | 02      | 015     | 0   | 0      |       |  |         |         |
| 2018               | Chiefs de Kansas City | 16  | 580     | 383      | 66,0   | 5 097  | 50     | 12     | 113,8  | 60      | 272   | 4,5     | 2       | 26      | 171     | 9   | 2      |       |  |         |         |
| 2019               | Chiefs de Kansas City | 14  | 484     | 319      | 65,9   | 4 031  | 26     | 05     | 105,3  | 43      | 218   | 5,1     | 2       | 17      | 127     | 3   | 2      |       |  |         |         |
| 2020               | Chiefs de Kansas City | 15  | 588     | 390      | 66,3   | 4 740  | 38     | 06     | 108,2  | 62      | 308   | 5,0     | 2       | 22      | 147     | 5   | 2      |       |  |         |         |
| 2021               | Chiefs de Kansas City | 17  | 658     | 436      | 66,3   | 4 839  | 37     | 13     | 098,5  | 66      | 381   | 5,8     | 2       | 28      | 146     | 9   | 4      |       |  |         |         |
| 2022               | Chiefs de Kansas City | 17  | 648     | 435      | 67,1   | 5 250  | 41     | 12     | 105,2  | 61      | 358   | 5,9     | 4       | 26      | 188     | 5   | 0      |       |  |         |         |
| 2023               | Chiefs de Kansas City | 16  | 597     | 401      | 67,2   | 4 583  | 27     | 14     | 092,6  | 75      | 389   | 5,2     | 0       | 27      | 189     | 5   | 3      |       |  |         |         |
| 2024               | Chiefs de Kansas City | 16  | 581     | 392      | 67,5   | 3 928  | 26     | 11     | 93,5   | 58      | 307   | 5,3     | 2       | 36      | 239     | 2   | 0      |       |  |         |         |
| Totaux en carrière | Totaux en carrière    | 112 | 4 171   | 2 778    | 66,6   | 32 352 | 245    | 74     | 102,1  | 432     | 2 243 | 5,2     | 14      | 184     | 1219    | 38  | 13     |       |  |         |         |

### Phase éliminatoire
| Année  | Équipe                | MJ |          | Passes   | Passes   | Passes   | Passes   | Passes   | Passes   | Passes   |          | Courses  | Courses  | Courses | Courses |
| Année  | Équipe                | MJ | Tentées  | Réussies | Pct.     | Yards    | TD       | Int.     | Éval.    | Tentées  | Yards    | Moy.     | TD       |         |         |
| 2018   | Chiefs de Kansas City | 02 | 072      | 043      | 59,7     | 0 573    | 03       | 0        | 098,9    | 05       | 019      | 3,8      | 1        |         |         |
| 2019   | Chiefs de Kansas City | 03 | 112      | 072      | 64,3     | 0 901    | 10       | 2        | 111,5    | 24       | 135      | 5,6      | 2        |         |         |
| 2020   | Chiefs de Kansas City | 03 | 117      | 076      | 65,0     | 0 850    | 04       | 2        | 096,4    | 13       | 052      | 4,0      | 1        |         |         |
| 2021   | Chiefs de Kansas City | 03 | 122      | 089      | 73,0     | 1 057    | 11       | 3        | 118,8    | 13       | 117      | 9,0      | 1        |         |         |
| 2022   | Chiefs de Kansas City | 03 | 100      | 072      | 72,0     | 0 703    | 07       | 0        | 114,8    | 12       | 060      | 5,0      | 0        |         |         |
| 2023   | Chiefs de Kansas City | 03 | 149      | 104      | 69,8     | 1 051    | 06       | 1        | 100,3    | 23       | 141      | 6,1      | 0        |         |         |
| 2024   | Chiefs de Kansas City | ?  | En cours | En cours | En cours | En cours | En cours | En cours | En cours | En cours | En cours | En cours | En cours |         |         |
| Totaux | Totaux                | 17 | 672      | 456      | 67,9     | 5 135    | 41       | 8        | 105,8    | 90       | 524      | 5,8      | 5        |         |         |

### Super Bowl
| Saison   | SB       | Équipe                | Adversaire              |          | Passes  | Passes | Passes | Passes | Passes | Passes | Passes | Passes  |       | Courses | Courses | Courses | Courses |  | Résultat |
| -------- | -------- | --------------------- | ----------------------- | -------- | ------- | ------ | ------ | ------ | ------ | ------ | ------ | ------- | ----- | ------- | ------- | ------- | ------- |  | -------- |
| Saison   | SB       | Équipe                | Adversaire              | Réussies | Tentées | Pct.   | Yards  | Moy.   | TD     | Int.   | Éval.  | Tentées | Yards | Moy.    | TD      |         |         |  | Résultat |
| 2019     | LIV      | Chiefs de Kansas City | 49ers de San Francisco  |          | 26      | 42     | 61,9   | 286    | 6,8    | 2      | 2      | 078,1   |       | 9       | 29      | 3,2     | 1       |  | 31 − 20  |
| 2020     | LV       | Chiefs de Kansas City | Buccaneers de Tampa Bay | 26       | 49      | 53,1   | 270    | 5,5    | 0      | 2      | 052,3  | 5       | 33    | 6,6     | 0       | 09 − 31 |         |  |          |
| 2022     | LVII     | Chiefs de Kansas City | Eagles de Philadelphie  | 21       | 27      | 77,8   | 182    | 6,7    | 3      | 0      | 131,8  | 6       | 44    | 7,3     | 0       | 38 − 35 |         |  |          |
| 2023     | LVIII    | Chiefs de Kansas City | 49ers de San Francisco  | 34       | 49      | 75,8   | 333    | 7,2    | 2      | 1      | 099,3  | 9       | 66    | 7,3     | 0       | 25 − 22 |         |  |          |
| Carrière | Carrière | Carrière              | Carrière                | 107      | 167     | 67,2   | 1 071  | 6,5    | 7      | 5      | 90,4   | 29      | 172   | 5,4     | 1       | 3 − 1   |         |  |          |

## Records
En fin de saison 2019

### NCAA
- Nombre total de yards à la passe en un match : 734 yards (classé 1er à égalité avec Connor Halliday (en)) (match joué contre Oklahoma le 22 octobre 2016)[29] ;
- Nombre total de yards gagnés par l'attaque en un match : 819 yards (classé 1er) (match joué contre Oklahoma le 22 octobre 2016)[29].

### NFL
- Plus grand nombre de touchdowns inscrits à la passe lors des deux premiers matchs de la saison : 10[138] ;
- Plus grand nombre de touchdowns inscrits à la passe lors des trois premiers matchs de la saison : 13[139] ;
- Plus grand nombre de touchdowns inscrits à la passe en carrière lors des trois premiers matchs de la saison : 10[140] ;
- Plus grand nombre de touchdowns inscrits à la passe lors des huit premiers matchs de la saison : 22[141] ;
- Plus jeune quarterback à avoir lancé six touchdowns en un match : 22 ans et 364 jours[142] ;
- Plus grand nombre de matchs joués en déplacement avec au moins trois touchdowns inscrits à la passe : 7[143] ;
- Premier joueur à avoir gagné plus de 3 000 yards lors de ses dix premiers matchs : 3 185[144] ;
- Plus grand nombre de matchs joués consécutivement avec plus de 300 yards gagnés : 8 (à égalité)[145] ;
- Joueur ayant atteint le plus rapidement un total de 4 000 yards et 40 touchdowns à la passe : en 13 matchs[146] ;
- Joueur ayant atteint le plus rapidement un total de 7 500 yards à la passe : en 24 matchs[147].
- Joueur ayant atteint le plus rapidement les 10 000 yards à la passe en carrière : 34 matchs[148] ;
- Joueur ayant atteint le plus rapidement les 25 000 yards à la passe en carrière : 83 matchs[149] ;
- Joueur ayant atteint le plus rapidement les 30 000 yards à la passe en carrière : 103 matchs de saison régulière[150] ;
- Joueur ayant atteint le plus rapidement les 100 touchdowns inscrits à la passe en carrière : 40 matchs[151] ;
- Joueur ayant atteint le plus rapidement les 200 touchdowns inscrits à la passe en carrière : 84 matchs[152] ;
- Joueur ayant atteint le plus rapidement les 300 touchdowns inscrits à la passe en carrière : 128 matchs[153] ;
- Plus haute moyenne de yards gagnés à la passe par match (min de 1500 tentatives) : 296,1[154] ;
- Plus grand nombre de yards gagnés à la passe par un joueur lors des 50 premiers matchs : 15348[155] ;
- Plus grand nombre de touchdowns inscrits à la passe par un joueur lors des 50 premiers matchs : 125[155] ;
- Plus grand nombre de touchdowns inscrits à la passe sur une série éliminatoire : 11 (2021) (à égalité)[154] ;
- Plus grand nombre de touchdowns inscrits lors d'une série éliminatoire (passe + course) : 12 (2019, 2021)[156] ;
- Plus grand nombre de yards gagnés sur une saison (passe et course) :  5608 (2022)[157].

### Franchise de Kansas City
- Plus grand nombre de yards inscrits à la passe sur la carri!ère : 28 715[158] ;
- Plus grand nombre de touchdowns inscrits à la passe lors d'un match : 6 en 2018 (à égalité avec Len Dawson)[159] ;
- Plus grand nombre de touchdowns inscrits à la passe sur une saison : 50 en 2018[160] ;
- Plus grand nombre de touchdowns inscrits à la passe sur une carrière (en cours) : 238[161] ;
- Plus grand nombre de yards gagnés à la passe sur une saison : 5 250 (2022)[162] ;
- Plus grand nombre de yards gagnés à la passe sur un match de playoff : 404 (saison 2021) ;
- Plus grand nombre de yards gagnés à la passe sur une carrière (en cours) : 28 715[163] ;
- Meilleur évaluation du passeur (après un minimum 500 passes tentées): 108,9[164] ;
- Nombre de matchs gagnés en éliminatoires (playoff) par un quarterback : 4 (à égalité) ;
- Meilleur pourcentage de victoires en éliminatoires (playoff) pour un quarterback : 80% ;
- Plus grand nombre de tentative de passe sur un match : 68 (2022)[154] :
- Plus grand nombre de passe réussies sur un match : 43 (2022)[154] ;
- Plus grand nombre de touchdowns inscrits à la course par un quarterback sur la carrière (en cours) : 12[165] ;
- Plus grand nombre de yards gagnés à la course par un quarterback sur une carrière (en cours) : 1 936[166] ;
- Plus grand nombre de passes réussies sur une carrière (en cours) : 2 386[167].

## Trophées et récompenses

### NCAA
- Vainqueur du Sammy Baugh Trophy 2016 ;
- Sélectionné dans la deuxième équipe 2016 de la Big 12 Conference ;
- Leader de la NCAA Division I FBS au nombre de yards gagnés à la passe lors de la saison 2016.

### NFL
- Vainqueur des Super Bowls LIV, LVII et LVIII ;
- Meilleur joueur (MVP) des Super Bowls LIV, LVII et LVIII ;
- Meilleur joueur (MVP) des saisons 2018 et 2022 ;
- Sélectionné à six reprises au Pro Bowl (2018–2023) ;
- Personnalité sportive de l'année 2020 par le Sports Illustrated ;
- Révélation de l'année 2020 des Laureus World Sports Awards ;
- Meilleur joueur offensif de la saison 2018 ;
- Leader au nombre de touchdowns inscrits à la passe des saisons 2018 et 2022 ;
- Leader au nombre de yards gagnés à la passe de la saison 2022 :
- Sélectionné dans l'équipe type All-Pro 2018 ;
- Sélectionné dans la deuxième équipe All-Pro 2020 ;
- Vainqueur du Bert Bell Award 2018.

## Vie privée
Le père de Mahomes, Pat Mahomes, est un lanceur (pitcher) ayant joué dans la ligue majeure de baseball (MLB). Mahomes est le filleul de LaTroy Hawkins, également lanceur en MLB, équipier de son père chez les Twins du Minnesota.
Mahomes vit avec Brittany Matthews qu'il a rencontré en école secondaire lors de son année sophomore. En 2018, ils ont acheté pour 1,92 million de $ une maison à Kansas City dans l'État du Missouri et leur premier enfant, une petite fille prénommée Sterling Skye, voit le jour le 20 février 2021.
Le 12 mai 2017, Mahomes et trois de ses amis sont volés sous la menace d'une arme dans sa ville natale de Tyler au Texas alors qu'ils descendaient de leur véhicule stationné dans une allée. Une voiture s'est arrêtée transportant deux hommes qui se sont approchés du groupe et l'un des suspects a fait un geste comme s'ils avaient une arme et a exigé leurs valeurs. Les autorités ont ensuite pu localiser le véhicule et arrêter les suspects.

### Contrats publicitaires
Après son titre de MVP NFL en 2018, Mahomes reçoit plusieurs propositions publicitaires. Il signe son premier contrat avec la société Hunt's (en) révélant son affection pour le ketchup. Par la suite, il signe des contrats avec les marques Oakley, Essentia Water, Hy-Vee, State Farm, DirecTV et Adidas. Il apparaît également sur la pochette du jeu Madden NFL 20 (en) devenant le premier joueur de l'histoire des Chiefs à y figurer.

### Œuvre de charité
Au cours du printemps 2019, Mahomes crée l'association sans but lucratif : « 15 and the Mahomies Foundation ». En ce qui concerne sa mission, le site Web de l'organisme déclare qu'il est « dédié à l'amélioration de la vie des enfants ». La fondation soutient des initiatives axées sur la santé, le bien-être, les communautés ayant besoin de ressources et d'autres causes caritatives. Selon son slogan « 15 FOR 15 », l'association soutiendra « 15 initiatives caritatives pour les jeunes qui mettent l'accent sur les universitaires, les sciences, les arts, les fournitures scolaires, l'athlétisme, les enfants handicapés, les programmes après l'école et plus encore ». Lors de son événement inaugural en novembre 2019, « 15 FOR 15 » a distribué 225 000 $ sous forme de subventions de 15 000 $ à 15 organismes de bienfaisance de la région de Kansas City.

### Militantisme
À la suite du meurtre de George Floyd par la police, Mahomes, ainsi que son coéquipier Tyrann Mathieu et plusieurs autres joueurs de la NFL, ont réalisé une vidéo encourageant la NFL à condamner la brutalité policière et la violence contre les afro-américains et à admettre qu'elle a eu tort de faire taire Colin Kaepernick et Eric Reid pour leurs protestations pendant l'hymne national.
Mahomes et Mathieu ont lancé un projet d'inscription des électeurs à Kansas City. Le projet a encouragé les résidents à s'inscrire pour voter à l'élection présidentielle de 2020. Il a travaillé avec les Chiefs pour encourager les joueurs à voter. Il a rejoint l'initiative Rock the Vote de LeBron James pour encourager les gens à s'inscrire et à voter.
Mahomes a été nommé dans la liste du Time 100 des personnes les plus influentes de 2020.